# Laurentius Laurentii
Laurentius Laurentii (auch Laurens Laurensen) (* 8. Juni 1660 in Husum; † 29. Mai 1722 in Bremen) war ein deutscher Kantor und Theologe.

## Biografie
Laurentii besuchte Schulen in Husum und in Lüneburg. Er studierte Theologie an der Universität Rostock und der Universität Kiel.
1684 wurde er an die lutherische  Domschule Bremen berufen und zugleich zum Direktor der Dommusik am Bremer Dom ernannt.
1685 wurde durch ihn der erste Bremer Domchor ins Leben gerufen. Vorwiegend kamen die Sänger aus der Domschule. Der Chor finanzierte sich durch Auftritte auf Familienfesten und wurde zunächst von der Gemeinde selber nur mangelhaft unterstützt, obwohl einige Kantoren nach ihm wie Wilhelm Christian Müller (1784 bis 1817) versuchten, die Popularität des Chors zu steigern. Laurentii komponierte Kirchenmusik und ließ einige Werke selbst drucken. Einige Lieder im Bremer Gesangbuch stammen von ihm. Zudem war er ein guter Organist.
Laurentii neigte zum Pietismus, einer wichtigen Reformbewegung im Protestantismus. Als Theologe und Pädagoge brachte ihm das in Bremen erhebliche Schwierigkeiten ein. So wechselte er 1715 in hannoversche Dienste. Er war der neuen Aufgabe aber nicht gewachsen. 1722 wurde er emeritiert. Schon vorher lebte er in finanziell bedrängten Verhältnissen, die nun schlimmer wurden.